# Edward Dziemianowicz
Edward Dziemianowicz pseudonim „Czarny” (ur. 1923 w Łapach, zm. 2 września 2018) – polski żołnierz podziemia niepodległościowego w czasie II wojny światowej oraz powojennego podziemia antykomunistycznego.

## Życiorys
Od 1942 działał w podziemiu niepodległościowym w ramach Armii Krajowej, zaś po zakończeniu okupacji niemieckiej z polecenia swoich przełożonych podjął jesienią 1944 roku, pracę w Milicji Obywatelskiej, zaś w styczniu 1945 rozpoczął pracę w Urzędzie Bezpieczeństwa, by ostatecznie cztery miesiące później zdezerterować wraz z bronią. Był żołnierzem w oddziale kapitana Kazimierza Kamieńskiego ps. „Huzar” w ramach którego brał udział w licznych akcjach zbrojnych. W 1949 został aresztowany, a następnie skazany na 15 lat więzienia, które opuścił po odwilży popaździernikowej w 1956.
Po transformacji systemowej w Polsce, był między innymi członkiem Społecznego Komitetu ds. Uczczenia Śmierci st. strz. Lucjana Niemyjskiego „Krakusa”, a w sierpniu 2013 brał udział w uroczystości odsłonięcia pomnika Lucjana Niemyjskiego w Łapach. Relacja Edwarda Dziemianowicza znalazła się także w wydanej nakładem Miasta i Gminy Łapy monografii Piotra Sobieszczaka pt. Łapy. Miasto przy kolei.
We wrześniu 2014, Dziemianowicz został laureatem przyznawanej przez Instytut Pamięci Narodowej Nagrody Honorowej „Świadek Historii”.

## Wybrane odznaczenia
- Krzyż Kawalerski Orderu Odrodzenia Polski,
- Medal za Zasługi dla Obronności Kraju[2]